# Длинные зубы
«Длинные зубы» (фр. Les Dents longues) — французский чёрно-белый кинофильм, снятый по роману Жака Робера.

## Сюжет
Молодой журналист Луи Командор переезжает из Лиона в Париж в надежде сделать карьеру в одной из столичных газет. Главный редактор газеты «Пари Франс» Вальтер сразу чувствует симпатию к нему и берёт его на работу. Но болезненное честолюбие Командора гасит в нём чувство благодарности. Отныне его целью становится занять место своего благодетеля. Для этого он использует все средства и плетёт интриги, в которые оказывается вовлечён известный политик. 
Луи де Фюнес снялся в эпизодической роли фотолаборанта.